# Calidris himantopus
Il piro-piro zampelunghe (Calidris himantopus, Bonaparte 1826) è un uccello della famiglia degli Scolopacidae.

## Sistematica
Calidris himantopus non ha sottospecie, è monotipico. A seguito di recenti studi, questa specie dovrebbe essere separata nel genere monotipico Micropalama.

## Distribuzione e habitat
Questo uccello vive in tutto il Nord, Centro e Sud America, esclusa la Groenlandia. È saltuario in Marocco, nell'Europa occidentale, in Giappone, Taiwan, in alcune province cinesi che affacciano sul mare e in Australia.